# Дефляційна спіраль
Дефляційна спіраль — процес, що самопідтримується, в якому падіння економіки викликає дефляцію, яка викликає подальше падіння економіки і ще більше зниження цін.
Механізм спіралі реалізується через зворотний зв'язок між економікою та цінами. Через падіння цін економічні агенти можуть знижувати обсяги інвестицій, щоб через деякий час (кілька років) розмістити кошти вигідніше (купити ресурси дешевше внаслідок зниження цін). Це призводить до додаткового падіння попиту, що ще більше стимулює падіння цін на товари та скорочення обсягів виробництва.
Проблему дефляції одним із перших вивчав американський економіст Ірвінг Фішер.

### Приклади
З боку товарів:
- Попит падає.
- Пропозиція перевищує попит.
- Це призводить до зниження цін.
- Підприємства скорочують виробництво, звільняють працівників, знижують зарплати, внаслідок чого попит знову знижується.

З боку грошей:
- Люди закривають рахунки в банках, тому що у тих, хто втратив роботу, не вистачає грошей або тому, що побоюються банкрутства банку.
- Компанії менше займають, виплачують свої борги, менше інвестують, оскільки їхні доходи знизилися внаслідок зниження цін та скорочення продажів.
- Втеча вкладників, зниження інвестицій та кредитів призводить до скорочення грошової маси, що штовхає ціни далі вниз.
- Зниження цін активів призводить до скорочення капіталів банків, які мають активи.
- Активні розпродажі призводять до зниження ліквідності ринків, зростання песимістичних настроїв, бажання не витрачати, а накопичувати.